# Dizajn elektronskih kola
Proces dizajna elektronskih kola može da obuhvata sisteme od složenih elektronskih sistema pa sve do pojedinačnih tranzistora u integrisanom kolu. Za jednostavne sklopove postupak dizajniranja često može da sprovede jedna osoba, bez potrebe za planiranim ili strukturiranim postupkom dizajna, ali za složenije dizajne timovi dizajnera koji slede sistematski pristup sa inteligentno vođenom računarskom simulacijom postaju sve češći. U automatizaciji dizajna integrisanih kola, termin „dizajn kola” često se odnosi na korak ciklusa projektovanja koji daje šeme integrisanog kola. To je obično korak između logičkog dizajna i fizičkog dizajna.

## Proces
Formalni dizajn kola obično uključuje niz faza. Ponekad se nakon povezivanja sa kupcem napiše specifikacija dizajna. Može se napisati tehnički predlog da bi se udovoljilo zahtevima specifikacije kupca. Sledeća faza uključuje sintezu na papiru šematskog dijagrama kola, apstraktnog električnog ili elektronskog kola koji će zadovoljiti specifikacije. Potrebno je da se izvrši proračun vrednosti komponenata kako bi se zadovoljile radne specifikacije pod određenim uslovima. Mogu se izvršiti simulacije kako bi se proverila ispravnost dizajna.
Može se izraditi prototipska ploča ili druga prototipska verzija dizajna za testiranje prema specifikacijama. To može uključivati vršenje niza promena na kolu kako bi se postigla usaglašenost. Mora se izvršiti izbor načina gradnje, kao i svih delova i materijala koji će se koristiti. Tu su predstavljeni podaci o komponentama i njihovom rasporedu, koji zatim mahanički inženjeri mogu da koriste za proizvodnju prototipa. Nakon toga sledi testiranje ili tipsko ispitivanje određenog broja prototipa kako bi se osigurala usklađenost sa zahtevima kupaca. Obično se potpišu i odobre konačni proizvodni crteži, a mogu postojati i usluge nakon dizajniranja (zastarevanje komponenata itd.).

## Specifikacija
Proces dizajna kola započinje specifikacijom, koja navodi funkcionalnost koju mora pružiti gotov dizajn, ali ne navodi kako se to postiže. Početna specifikacija je u osnovi tehnički detaljan opis onoga što kupac želi završeno kolo da ostvari i može uključivati niz električnih zahteva, kao što su signali koje će kolo primati, koje signale mora davati, koja su napajanja dostupna i koliko energije je dozvoljeno da troši. Specifikacija može (i obično to čini) takođe postaviti neke fizičke parametre koje dizajn mora da zadovolji, kao što su veličina, težina, otpornost na vlagu, temperaturni opseg, toplotna snaga, tolerancija vibracija i tolerancija ubrzanja.
Kako proces dizajniranja napreduje, dizajner(i) se često vraćaju specifikaciji i menjaju je kako bi uzeli u obzir napredak dizajna. To može uključivati pooštravanje specifikacija koje je kupac dostavio i dodavanje testova koje kolo mora da prođe da bi bilo prihvaćeno. Ove dodatne specifikacije se često koriste za verifikaciju dizajna. Kupac gotovo uvek mora da odobri promene koje su u konfliktu sa originalnim specifikacijama, pre nego što se one mogu primeniti.
Pravilnim identifikovanjem potreba kupaca može se izbeći stanje poznato kao 'puzanje dizajna', koje se javlja u odsustvu realnih početnih očekivanja, a kasnije i neuspehom potpune komunikacije sa klijentom tokom procesa dizajniranja. Zahtevi se mogu definisati u smislu rezultata; „u jednoj krajnosti je kolo sa više funkcionalnosti nego što je neophodno, a u drugoj je kolo koje ima netačnu funkcionalnost”. Ipak, mogu se očekivati neke promene, i dobra je praksa da se drže otvorene opcije što je duže moguće, jer je kasnije lakše ukloniti opcione elemente iz kola, nego ih uneti.

## Dezajn
Proces dizajniranja uključuje prelazak sa specifikacije na početku na plan koji sadrži sve informacije potrebne na kraju da se fizički konstruiše kolo, što se obično dešava prolaskom kroz brojne faze, iako se u slučaju vrlo jednostavnog kola to može učiniti u jednom koraku. Proces obično započinje pretvaranjem specifikacije u blok dijagram različitih funkcija koje kolo mora da obavlja. U ovoj fazi se ne uzima u obzir sadržaj svakog bloka, već samo ono što svaki blok mora da uradi, što se ponekad naziva i dizajnom „crne kutije”. Ovaj pristup omogućava da se vrlo složeni zadatak razbije na manje zadatke koji se mogu rešavati u nizu, ili podeliti među članovima dizajnerskog tima.
Svaki blok se zatim detaljnije razmatra, još uvek u apstraktnoj fazi, ali sa mnogo više fokusa na detalje električnih funkcija koje treba pružiti. U ovoj ili kasnijim fazama uobičajeno je zahtevati veliku količinu istraživanja ili matematičkog modelovanja s ciljem utvrđivanja stanja i limita izvodljivosti novih zahteva. Rezultati ovog istraživanja mogu naći primenu u ranijim fazama procesa dizajniranja, na primer, ako se ispostavi da jedan od blokova ne može biti dizajniran u okviru parametara koji su za njega postavljeni, verovatno je neophodno da se izmene i drugi blokovi. U ovom stupnju takođe je uobičajeno da se počne sa razmatranjem načina demonstriranja da dizajn ispunjava specifikacije, kao i načina na koji se testira (što može uključivati alate za samodijagnostiku).
Konačno, pojedinačne komponente kola se odabiraju da izvršavaju svaku od funkcija u celokupnom dizajnu. Takođe se odlučuje o fizičkom rasporedu i električnim vezama svake komponente, a ovaj raspored obično poprima izvesnu formu umetničkog dela za proizvodnju štampane ploče ili integralnog kola. Ova faza je obično ekstremno dugotrajna zbog širokog spektra dostupnih mogućnosti. Praktično ograničenje dizajna u ovoj fazi je standardizacija, dok se potrebna vrednost komponente može izračunati za primenu na datom mestu u kolu. Ako se odgovarajuća komponenta ne može kupiti od dobavljača, problem još uvek nije rešen. Da bi se to izbeglo, određena količina „kataloškog inženjerstva” je ćesto neophodna za rešavanje svakodnevnih zadataka u okviru celokupnog dizajna.
Jedno od područja brzog razvoja tehnologije je u oblasti dizajna nanoelektronskih kola.

### Troškovi
Generalno, troškovi projektovanja kola su direktno vezani za složenost finalnih kola. Što je veća složenost (količina komponenti i novost u dizajnu), to će više sati vremena veštog inženjera biti potrebno za kreiranje funkcionalnog proizvoda. Proces može biti dosadan, jer sitni detalji ili karakteristike mogу da potraju dugo vremena, i može biti potrebna znatna količina materijala i radne snage za kreiranje. Slično važi za troškove modifikovanja tranzistora ili kodeksa. U svetu fleksibilne elektronike, zamena široko korišćenih poliimidnih supstrata materijalima kao što su PEN ili PET za proizvodnju fleksibilne elektronike, mogla bi smanjiti troškove za faktor od 5-10.

## Softver
- Autotrax
- EasyEDA
- gEDA
- KiCad
- OrCAD
- NI Multisim
- SPICE

## Literatura
- Vladimir Gurevich Electronic Devices on Discrete Components for Industrial and Power Engineering, CRC Press, London - New York, 2008
- 830-1984 — IEEE Guide to Software Requirements Specifications. 1984. ISBN 978-0-7381-4418-4. doi:10.1109/IEEESTD.1984.119205.
- 830-1993 — IEEE Recommended Practice for Software Requirements Specifications. 1994. ISBN 978-0-7381-4723-9. doi:10.1109/IEEESTD.1994.121431.
- 830-1998 — IEEE Recommended Practice for Software Requirements Specifications. 1998. ISBN 978-0-7381-0332-7. S2CID 8674647. doi:10.1109/IEEESTD.1998.88286.
- 29148-2018 - Systems and software engineering — Life cycle processes — Requirements engineering. Iso/Iec/IEEE 29148:2018(E). 2018. стр. 1—94. ISBN 978-0-7381-6591-2. doi:10.1109/IEEESTD.2011.6146379.("This standard replaces IEEE 830-1998, IEEE 1233-1998, IEEE 1362-1998 - http://standards.ieee.org/findstds/standard/29148-2011.html Архивирано на веб-сајту  (16. јун 2018)")
- Leffingwell, Dean; Widrig, Don (2003). Managing Software Requirements: A Use Case Approach (2nd изд.). Addison-Wesley. ISBN 978-0321122476.
- Gottesdiener, Ellen (2009). The Software Requirements Memory Jogger: A Desktop Guide to Help Business and Technical Teams Develop and Manage Requirements. Addison-Wesley. ISBN 978-1576811146.
- Wiegers, Karl; Beatty, Joy (2013). Software Requirements, Third Edition. Microsoft Press. ISBN 9780735679665.
- „IEEE SRS Template - rick4470/IEEE-SRS-Tempate”. Приступљено 27. 12. 2017.
- Taaffe, Ed. „Mr”. thebridger. Приступљено 2019-02-02.
- Bourque, P.; Fairley, R.E. (2014). „Guide to the Software Engineering Body of Knowledge (SWEBOK)”. IEEE Computer Society. Архивирано из оригинала 28. 12. 2014. г. Приступљено 17. 7. 2014.
- „Software requirements specification helps to protect IT projects from failure”. Приступљено 19. 12. 2016.
- Pressman, Roger (2010). Software Engineering: A Practitioner's Approach. Boston: McGraw Hill. стр. 123. ISBN 9780073375977.
- Stellman, Andrew & Greene, Jennifer (2005). Applied software project management. O'Reilly Media, Inc. стр. 308. ISBN 978-0596009489.
- Femmer, Henning; Méndez Fernández, Daniel; Wagner, Stefan; Eder, Sebastian (2017). „Rapid quality assurance with Requirements Smells”. Journal of Systems and Software. 123: 190—213. S2CID 9602750. arXiv:1611.08847 . doi:10.1016/j.jss.2016.02.047.
- Bosela, Ayanda Voyi, Theodore R.(2002). Electrical Systems Design, Prentice Hall,  978-0-13-975475-3, 542 pages.
- Electronic Design Automation For Integrated Circuits Handbook, by Lavagno, Martin, and Scheffer,  0-8493-3096-3 A survey of the field of electronic design automation, one of the main enablers of modern IC design.
- Electronic Design Automation For Integrated Circuits Handbook, by Lavagno, Martin, and Scheffer,  0-8493-3096-3, 2006
- Combinatorial Algorithms for Integrated Circuit Layout, by Thomas Lengauer,  3-519-02110-2, Teubner Verlag, 1997.
- The Electronic Design Automation Handbook, by Dirk Jansen et al., Kluwer Academic Publishers,  1-4020-7502-2, 2003, available also in German  3-446-21288-4 (2005)
- „Nick Martin .: SemiEngineering.com”. semiengineering.com. Архивирано из оригинала 07. 12. 2017. г. Приступљено 2017-12-06.
- Tango-PCB - Reference Manual - Version 3 (Printed manual). Tango-PCB 3.12. ACCEL Technologies, Inc. 1987-12-01 [1986].
- „Design Standard for Rigid Printed Boards and Rigid Printed Board Assemblies”. IPC. септембар 1991. IPC-4101.
- By Lee W. Ritchey, Speeding Edge (новембар 1999). „A survey and tutorial of dielectric materials used in the manufacture of printed circuit boards” (PDF). Circuitree Magazine.
- „PHP development helps to protect IT project”. Приступљено 11. 11. 2021.